# Kardorrú tok
A kardorrú tok (Psephurus gladius) a sugarasúszójú halak (Actinopterygii) osztályába, a tokalakúak (Acipenseriformes) rendjébe és a kanalastokfélék (Polyodontidae) családjába tartozó, immár kihaltnak nyilvánított faj. Korábban kizárólag a Jangce folyórendszerében fordult elő, ahol a folyóökológia egyik meghatározó csúcsragadozója volt. Nevét az orrának kardra emlékeztető, hosszúkás alakjáról kapta, amely különleges megjelenést kölcsönzött számára, és fontos szerepet játszott az áramlások érzékelésében, valamint a táplálkozásban.
A kardorrú tok különösen nagy méretéről volt ismert; egyes példányok elérhették a 7 méteres hosszúságot és több száz kilogrammos tömeget. Tápláléka elsősorban kisebb halakból állt, amelyeket aktív ragadozóként zsákmányolt. Az áramlásérzékelő rendszere, melyet az orrán található érzékelőszervek biztosítottak, lehetővé tette számára, hogy a zavaros vízben is hatékonyan vadásszon.
A faj fennmaradását számos tényező veszélyeztette, köztük az élőhelyének zsugorodása és romlása. A Jangce folyón történt nagyszabású gátépítések, például a Három-szoros-gát megépítése, jelentősen korlátozták a szaporodóhelyekhez való hozzáférését, és szétaprózták populációit. Ezenkívül a túlhalászat is súlyosan hozzájárult a számuk csökkenéséhez. Az utolsó megerősített megfigyelésük 2003-ban történt, és 2022-ben hivatalosan is kihaltnak nyilvánították őket.
A kardorrú tok eltűnése kiemeli a természetes élőhelyek megőrzésének és a fenntartható halászatnak a fontosságát. Ez a faj nemcsak Kína gazdag természeti örökségének része volt, hanem fontos tudományos értéket is képviselt, hiszen a tokalakúak ősi csoportjához tartozott, melyek evolúciós története több mint 200 millió évre nyúlik vissza.

## Előfordulása
A kardorrú tok (Psephurus gladius) a Kína területén található Jangce és a Sárga-folyó vízrendszerének őshonos lakója volt. Leginkább a Jangce folyóban fordult elő, ahol a folyó felső és középső szakaszának nagyobb mélységű részeit részesítette előnyben. Az élőhelyének kiemelkedő jelentősége volt a szaporodás és táplálkozás szempontjából, mivel ezek a területek biztosították számára az ideális körülményeket a populációk fennmaradásához.
Az emberi tevékenységek, például a gátépítések, élőhelyének zsugorodásához és fragmentációjához vezettek, amely a faj drasztikus visszaszorulását okozta. Bár az 1990-es években néhány példányt még megfigyeltek, az utolsó dokumentált észlelés 2003-ban történt. Ezt követően a faj állománya véglegesen eltűnt, és 2022-ben hivatalosan is kihaltnak nyilvánították. A kardorrú tok eltűnése jelentős veszteség Kína folyóvízi ökoszisztémája és a világ természeti öröksége szempontjából.

## Megjelenése
Az egyik legnagyobb édesvízi hal volt; hossza elérte a 6 métert. Rostruma a lapátorrú tokétól eltérően kihegyesedő, kúp alakú, életmódja azonban ahhoz hasonlított. Testfelépítése áramvonalas volt, amely az aktív ragadozó életmódjához igazodott. Legjellegzetesebb anatómiai sajátossága a hosszúkás, kardra emlékeztető, kihegyesedő, kúp alakú rostrum volt, amely megkülönböztette őt a rokon lapátorrú tok (Polyodon spathula) laposabb orrától. Ez a struktúra nemcsak megjelenését tette különlegessé, hanem fontos szerepet játszott az áramlások érzékelésében és a zsákmány lokalizálásában.
Életmódja számos hasonlóságot mutatott a lapátorrú tokéval, amely szintén az áramlások észlelésére specializálódott. A kardorrú tok gyors úszásra és hatékony vadászatra volt képes, tápláléka főként kisebb halakból állt. Testének nagy méretei és aerodinamikus alakja lehetővé tette, hogy a folyók gyors sodrásában is könnyedén mozogjon, miközben aktívan vadászott.

## Életmódja
A zavaros víz fenekén, illetve iszapjában keresgélt élő apró rákokat és egyéb, plankton méretű szervezeteket. A kard alakú rostrum érzékelőszervei segítették abban, hogy a zavaros vízben is hatékonyan találja meg zsákmányát.
Táplálkozása során szűrőmechanizmust használt, amely lehetővé tette a vízből történő planktonszerű szervezetek kiszűrését. Emellett valószínűleg kisebb fenéklakó halakat is elfogyasztott, így ökológiai szerepe nemcsak a planktonpopuláció szabályozásában, hanem a tápláléklánc magasabb szintjein is jelentős volt. Aktív ragadozóként a folyórendszer csúcsragadozói közé tartozott.
A kardorrú tok viselkedésének és életmódjának megértése fontos betekintést nyújtott a folyók dinamikus ökoszisztémájába, különösen a Jangce folyórendszerében, amelynek egyik ikonikus faja volt.